# Touka
Pour les articles homonymes, voir Touka (homonymie).
Ne doit pas être confondu avec Touka-Foulbé.
Touka est une localité située dans le département de Kongoussi de la province du Bam dans la région Centre-Nord au Burkina Faso. Lors du recensement de 2006, on y a dénombré 816 habitants. 